# Leprocaulaceae
Die Leprocaulaceae stellen nach derzeitigem Forschungsstand die einzige Familie der Ordnung der Leprocaulales innerhalb der Schlauchpilze (Ascomycota). Sie sind Flechten.

## Merkmale
Alle Arten der Leprocaulaceae sind Flechten. Sie sind morphologisch sehr unterschiedlich. Oft sind es sterile Strauchflechten. Sie bilden typischerweise Flechtensäuren wie Pannarin, Argopsin und Usninsäure. Wenn Fruchtkörper ausgebildet werden, so sind es Apothecien (Becher) wie die Gattung Lecanora mit Schläuchen vom Halecania-Typ. Die Ascosporen sind durchscheinend und sind denen der Gattung Lecania ähnlich.

## Systematik
Die Familie der Leprocaulaceae und zugleich die Ordnung der Leprocaulales wurde 2013 von James Colin Lendemer und Brendan P. Hodkinson erstbeschrieben. Sie bilden die Schwestergruppe zu den Caliciales.
Es gehören ihr folgende drei Gattungen an:
- Halecania mit 23 Arten
- Leprocaulon mit 11 Arten
- Speerschneidera mit einer Art